# 张家湾设计小镇
张家湾设计小镇位于北京市通州区张家湾镇北部靠近城市绿心森林公园南侧的位置，是北京城市副中心“十四五”规划中“一城一带一轴、四区三镇多点”的三个特色小镇之一，此地将“聚焦创新设计和城市科技产业，打造成为北京设计之都、数字之都的重要平台。”运河商务区和张家湾设计小镇及周边10.87平方公里纳入了中国（北京）自由贸易试验区国际商务服务片区。张家湾设计小镇将与北三县地区文创产业集群的功能联动。北京国际设计周永久会址落户张家湾设计小镇。规划 █ 城市副中心M102线服务此地。
2020年12月24日，张家湾设计小镇创新中心和北京未来设计园一期双双举办开园仪式。